# Encentrum nojirensis
Encentrum nojirensis is een raderdiertjessoort uit de familie Dicranophoridae. De wetenschappelijke naam van deze soort is voor het eerst geldig gepubliceerd in 1960 door Sudzuki.